# Lista siturilor arheologice din județul Giurgiu - C
Lista siturilor arheologice din județul Giurgiu - C conține toate siturile arheologice din județul Giurgiu înscrise în Repertoriul Arheologic Național (RAN) și aflate în localități al căror nume începe cu litera C. RAN este administrat de Ministerul Culturii și Patrimoniului Național și cuprinde date științifice, cartografice, topografice, imagini și planuri, precum și orice alte informații privitoare la zonele cu potențial arheologic, studiate sau nu, încă existente sau dispărute.
Puteți căuta un sit din localitățile care încep cu litera C folosind formularul de mai jos sau puteți naviga prin toate siturile din județ la Lista siturilor arheologice din județul Giurgiu.
| Cod RAN                                   | Denumire | Localitate                              | Adresă                  | Datare                            | Descoperit | Coordonate                                    | Imagine           | Erori            |
| ----------------------------------------- | --- | --------------------------------------- | ----------------------- | --------------------------------- | ---------- | --------------------------------------------- | ----------------- | ---------------- |
| 104859.01.01 (Cod LMI: GR-I-m-B-14767.02) | Situl arheologic de la Cartojani - "La Carieră" / ansamblu anonim (Categorie: locuire civilă) (Tip: Așezare)             | sat Cartojani, comuna Roata de Jos      | La Carieră              | Tei - III                         |            | 44°28′00″N 25°32′30″E / 44.46667°N 25.54167°E | Încărcați imagine | Raportați eroare |
| 104859.01.02 (Cod LMI: GR-I-m-B-14767.01) | Situl arheologic de la Cartojani - "La Carieră" / ansamblu anonim (Categorie: locuire civilă) (Tip: Așezare)             | sat Cartojani, comuna Roata de Jos      | La Carieră              |                                   |            | 44°28′00″N 25°32′30″E / 44.46667°N 25.54167°E | Încărcați imagine | Raportați eroare |
| 104859.02.01 (Cod LMI: GR-I-s-B-14768)    | Așezarea din epoca bronzului de la Cartojani - "La Troiță" / ansamblu anonim (Categorie: locuire civilă) (Tip: Așezare)  | sat Cartojani, comuna Roata de Jos      | La Troiță               | Glina                             |            | 44°28′00″N 25°29′00″E / 44.46667°N 25.48333°E | Încărcați imagine | Raportați eroare |
| 103210.01.01 (Cod LMI: GR-I-m-B-14769.02) | Situl arheologic de la Cetățuia / ansamblu anonim (Categorie: locuire civilă) (Tip: Așezare)                             | sat Cetățuia, comuna Găujani            |                         | sec. III - IV p. Chr.             |            | 43°45′N 25°45′E / 43.75°N 25.75°E             | Încărcați imagine | Raportați eroare |
| 103210.01.02 (Cod LMI: GR-I-m-B-14769.01) | Situl arheologic de la Cetățuia / ansamblu anonim (Categorie: locuire civilă) (Tip: Așezare)                             | sat Cetățuia, comuna Găujani            |                         | sec. X - XI p. Chr.               |            | 43°45′N 25°45′E / 43.75°N 25.75°E             | Încărcați imagine | Raportați eroare |
| 101993.01.01 (Cod LMI: GR-I-s-B-14770)    | Situl arheologic de la Clejani - "La Carieră" / ansamblu anonim (Categorie: locuire civilă) (Tip: Așezare)               | sat Clejani, comuna Clejani             | La Carieră              | Glina                             |            | 44°19′30″N 25°39′30″E / 44.325°N 25.65833°E   | Încărcați imagine | Raportați eroare |
| 101993.01.02 (Cod LMI: GR-I-s-B-14770)    | Situl arheologic de la Clejani - "La Carieră" / ansamblu anonim (Categorie: locuire civilă) (Tip: Așezare)               | sat Clejani, comuna Clejani             | La Carieră              | Tei - IV                          |            | 44°19′30″N 25°39′30″E / 44.325°N 25.65833°E   | Încărcați imagine | Raportați eroare |
| 101993.01.03 (Cod LMI: GR-I-s-B-14770)    | Situl arheologic de la Clejani - "La Carieră" / ansamblu anonim (Categorie: locuire civilă) (Tip: Așezare)               | sat Clejani, comuna Clejani             | La Carieră              |                                   |            | 44°19′30″N 25°39′30″E / 44.325°N 25.65833°E   | Încărcați imagine | Raportați eroare |
| 102115.01.01 (Cod LMI: GR-I-m-B-14771.02) | Așezarea preistorică de la Comana - "Dealul Morii" / ansamblu anonim (Categorie: locuire civilă) (Tip: Așezare)          | sat Comana, comuna Comana               | Dealul Morii            | Boian                             |            | 44°11′00″N 26°08′00″E / 44.18333°N 26.13333°E | Încărcați imagine | Raportați eroare |
| 102115.01.02 (Cod LMI: GR-I-m-B-14771.01) | Așezarea preistorică de la Comana - "Dealul Morii" / ansamblu anonim (Categorie: locuire civilă) (Tip: Așezare)          | sat Comana, comuna Comana               | Dealul Morii            | Glina                             |            | 44°11′00″N 26°08′00″E / 44.18333°N 26.13333°E | Încărcați imagine | Raportați eroare |
| 102115.02.01 (Cod LMI: GR-I-s-B-14772)    | Așezarea eneolitică de la Comana - "Valea lui Moș Ion" / ansamblu anonim (Categorie: locuire civilă) (Tip: Așezare)      | sat Comana, comuna Comana               | Valea lui Moș Ion       | Boian                             |            | 44°11′00″N 26°08′00″E / 44.18333°N 26.13333°E | Încărcați imagine | Raportați eroare |
| 102115.03.01 (Cod LMI: GR-I-m-B-14773.02) | Situl arheologic de la Comana - "Puțul Popii" / ansamblu anonim (Categorie: locuire civilă) (Tip: Așezare)               | sat Comana, comuna Comana               | Puțul Popii             | Boian                             |            | 44°11′00″N 25°08′00″E / 44.18333°N 25.13333°E | Încărcați imagine | Raportați eroare |
| 102115.03.02 (Cod LMI: GR-I-m-B-14773.01) | Situl arheologic de la Comana - "Puțul Popii" / ansamblu anonim (Categorie: locuire civilă) (Tip: Așezare)               | sat Comana, comuna Comana               | Puțul Popii             | Tei - IV                          |            | 44°11′00″N 25°08′00″E / 44.18333°N 25.13333°E | Încărcați imagine | Raportați eroare |
| 102115.04.01 (Cod LMI: GR-I-s-B-14774)    | Așezarea neolitică de la Comana - "Măgura de pe Valea Goii" / ansamblu anonim (Categorie: locuire civilă) (Tip: Așezare) | sat Comana, comuna Comana               | Măgura de pe Valea Goii | Boian                             |            | 44°12′N 25°09′E / 44.2°N 25.15°E              | Încărcați imagine | Raportați eroare |
| 102366.01.01 (Cod LMI: GR-I-s-B-14775)    | Așezarea Latene de la Crevedia Mică - "Podeț" / ansamblu anonim (Categorie: locuire civilă) (Tip: Așezare)               | sat Crevedia Mică, comuna Crevedia Mare | Podeț                   | geto-dacică sec. III - II a. Chr. |            | 44°26′30″N 25°36′30″E / 44.44167°N 25.60833°E | Încărcați imagine | Raportați eroare |
| 102357.01.01                              | Tell-ul Gumelnița de la Crevedia Mare-Cetatea Fetei / ansamblu anonim (Categorie: locuire) (Tip: așezare)                | sat Crevedia Mare, comuna Crevedia Mare | Cetatea Fetei           | Gumelnița                         |            | 44°25′00″N 25°36′36″E / 44.41667°N 25.61°E    | Încărcați imagine | Raportați eroare |